# Phlake
Phlake er en dansk musikgruppe, der består af Mads Bo Iversen og Jonathan Elkær, som begge kommer fra Albertslund.
Gruppens debutsingle "So Faded" udkom i maj 2015, og i september 2015 blev nummeret "Pregnant" Ugens Uundgåelige på P3 . Nummeret "Angel Zoo" har ligget på tredjepladsen på singlelisten.
Ifølge gruppen laver de musik inden for genren "Rhythm & Balls", som er en kombination af R&B og hiphop.
Phlake udsendte deres debutalbum Slush Hours, den 10. juni 2016. Albummet modtog i september 2016 guld for 10.000 solgte eksemplarer. Slush Hours vandt priserne som Årets danske udgivelse og Årets danske popudgivelse ved Danish Music Awards 2016. Jonathan Elkær, Mads Bo Iversen og Gisli Gislason modtog desuden prisen som Årets danske sangskriver, mens Elkær ligeledes blev Årets danske producer.

Forsanger Mads Bo Iversen går desuden under artist-navnet Wads.png, når han optræder som solo artist. Her har han bl.a. gæstet Benal på singlen "Tænker Lidt På dig"

## Diskografi

### Album
| Titel                                                      | Album detaljer                                                                         | Højeste placering | Certificering |
| Titel                                                      | Album detaljer                                                                         | Danmark           | Certificering |
| ---------------------------------------------------------- | -------------------------------------------------------------------------------------- | ----------------- | ------------- |
| Slush Hours                                                | - Udgivet: 10. juni 2016 - Selskab: Sony Music - Format: LP, CD, download, streaming   | 4                 | - 4× Platin   |
| Weird Invitations                                          | - Udgivet: 6. oktober 2017 - Selskab: Sony Music - Format: LP, CD, download, streaming | 1                 | - Platin      |
| The Illegal Download of Your Soul (med Mercedes the Virus) | - Udgivet: 15. maj 2020 - Selskab: No3 - Format: LP, CD, download, streaming           | 4                 | - Platin      |
| Phine                                                      | - Udgivet: 14. oktober 2022 - Selskab: No3 - Format: LP, download, streaming           | 6                 | - Guld        |

### EP'er
- T.I.D.O.Y.S. (Remixes) (2020)
- Phine Friends (2023)

### Singler
| År                                                               | Titel                                                    | Højeste placering | Certificering | Album                             |
| År                                                               | Titel                                                    | Danmark           | Certificering | Album                             |
| ---------------------------------------------------------------- | -------------------------------------------------------- | ----------------- | ------------- | --------------------------------- |
| 2015                                                             | "So Faded"                                               | —                 | - Guld        | Slush Hours                       |
| 2015                                                             | "Pregnant"                                               | 9                 | - 3× Platin   | Slush Hours                       |
| 2016                                                             | "Angel Zoo"                                              | 3                 | - 4× Platin   | Slush Hours                       |
| 2016                                                             | "Moldavia"                                               | —                 | - Guld        | Slush Hours                       |
| 2017                                                             | "Chunks"                                                 | —                 | - Guld        | Weird Invitations                 |
| 2017                                                             | "Ouch"                                                   | —                 | - Guld        | Weird Invitations                 |
| 2017                                                             | "Gazette"                                                | —                 | - Guld        | Weird Invitations                 |
| 2017                                                             | "Gone" (featuring Alina Baraz)                           | —                 |               | Weird Invitations                 |
| 2017                                                             | "IKEA Episodes"                                          | 31                | - Platin      | Weird Invitations                 |
| 2018                                                             | "The Rascal"                                             | —                 | - Platin      | Weird Invitations                 |
| 2018                                                             | "Waited All Summer" (med Mercedes the Virus)             | —                 | - Guld        | The Illegal Download of Your Soul |
| 2019                                                             | "Baby Steps" (med Mercedes the Virus)                    | —                 | - Guld        | The Illegal Download of Your Soul |
| 2020                                                             | "Slip Away" (med Mercedes the Virus)                     | —                 | - Platin      | The Illegal Download of Your Soul |
| 2020                                                             | "Sleepwalker" (med Mercedes the Virus featuring Awinbeh) | —                 |               | The Illegal Download of Your Soul |
| 2021                                                             | "Vendetta"                                               | 36                | - Guld        | Phine                             |
| 2022                                                             | "10 Feet"                                                | —                 | - Guld        | Phine                             |
| 2022                                                             | "2min" (featuring Vera)                                  | —                 |               | Phine                             |
| 2022                                                             | "Bitter" (featuring Che Lingo)                           | —                 |               | Phine                             |
| "—" markerer en udgivelse der ikke opnåede en hitlisteplacering. |                                                          |                   |               |                                   |

## Eksterne henvisnigner
- Phlake på Discogs
- Phlake på MusicBrainz

| Musikgruppe | Spire Denne artikel om en dansk musikgruppe er en spire som bør udbygges. Du er velkommen til at hjælpe Wikipedia ved at udvide den. |